# Laguna Rodrigo
Laguna Rodrigo es una localidad del municipio de Santa María la Real de Nieva en la provincia de Segovia en el territorio de la Campiña Segoviana, en la Comunidad Autónoma de Castilla y León, España. Está a una distancia de 36 km de Segovia, la capital provincial.
Hasta 1969, cuando se agregó al municipio de Santa María la Real de Nieva, estaba constituido como municipio independiente.

## Historia
La fundación del pueblo data del siglo XII tras la toma de Toledo se procede a la repoblación del bajo Duero ya que se hizo preciso habitar algunas de las tierras que dejaban atrás los musulmanes, además se hizo necesario custodiar el acceso al agua de los habitantes de poblaciones limítrofes, así nace el pueblo unión de otros tres pueblecitos de los que apenas quedan hoy rastros visibles.
Tras una Edad Media, sufre un nuevo resurgir en el siglo XV por la cercanía al cordel que pasa a escasos 4 kilómetros del pueblo, de esta época es la actual iglesia del pueblo y que a día de hoy sigue en pie, así como las obras de arte que la adornan.
Después de este momento y sobre todo con la expulsión de los moriscos llega un declive que dura hasta mediado el siglo XX donde la aparición de la revolución agrícola hizo que el pueblo sufriera una explosión demográfica, este breve momento de gloria se acabó convirtiendo en su tumba al disminuir la necesidad de mano de obra.
En la actualidad el pueblo sigue vivo, sobre todo gracias a los 40 habitantes que siguen viviendo allí, pero también debido a nuevas iniciativas que han creado una nueva ilusión en los habitantes y en la gente que se acerca al pueblo.
Como curiosidad decir que de los 4 núcleos que en un principio conformaban el término municipal de Laguna Rodrigo, hoy solo quedan 2, el titular, Laguna Rodrigo, y el caserío de los Salvadores, apenas habitado, y que además no tienen conexión geográfica el uno con el otro.

## Geografía humana

### Demografía
| Gráfica de evolución demográfica de Laguna Rodrigo entre 1842 y 1960 |
| |
| Población de derecho según los censos de población del INE Población de hecho según los censos de población del INEEntre el censo de 1970 y el anterior, este municipio desaparece porque se integra en el municipio 40185 (Santa María la Real de Nieva) |

| 312           | 40 | 40 | 40 | 42 | 41 | 38 | 34 | 35 | 33 | 30 | 32 | 30 |
| (Fuente: INE) |    |    |    |    |    |    |    |    |    |    |    |    |

| Año  | Total | Varones | Mujeres |
| ---- | ----- | ------- | ------- |
| 2000 | 40    | 18      | 22      |
| 2001 | 40    | 18      | 22      |
| 2002 | 40    | 18      | 22      |
| 2003 | 40    | 17      | 23      |
| 2004 | 40    | 18      | 22      |
| 2005 | 40    | 18      | 22      |
| 2006 | 42    | 19      | 23      |
| 2007 | 40    | 19      | 21      |
| 2008 | 41    | 20      | 21      |
| 2009 | 39    | 20      | 19      |
| 2010 | 38    | 20      | 18      |
| 2011 | 37    | 20      | 17      |
| 2012 | 34    | 19      | 15      |
| 2013 | 34    | 19      | 15      |
| 2014 | 35    | 18      | 17      |
| 2015 | 35    | 18      | 17      |
| 2016 | 33    | 15      | 18      |
| 2017 | 30    | 14      | 16      |
| 2018 | 30    | 14      | 16      |
| 2019 | 31    | 15      | 16      |
| 2020 | 32    | 16      | 16      |
| 2021 | 30    | 16      | 14      |
| 2022 | 25    | 14      | 11      |

## Fiestas
- Esta pequeña pedanía tiene una curiosa manera de celebrar las fiestas de su patrono, el Santo Cristo de la Columna. Se celebran exactamente 2 meses después del día de Martes Santo, o lo que es lo mismo, un fin de semana antes del Corpus Cristi con lo que cada año se tiene que mirar a la Semana Santa para saber cuando debe celebrar sus fiestas.

- La Exaltación de la Santa Cruz es la fiesta de la parroquia de la localidad y da nombre a la iglesia parroquial del pueblo. Se celebra el 14 de septiembre. Desde hace unos años, se viene celebrando en agosto, durante el tercer fin de semana una Romería al cerro de las Cabezuelas, en recuerdo de unas misiones que recibieron los entonces jóvenes durante los años 50 y que dieron lugar a varias vocaciones sacerdotales, en la actualidad se acompaña de una completa semana cultural.

- En febrero se celebran las Águedas donde las mujeres del pueblo se ponen sus manteos para venerar a la santa, una fiesta de gran vistosidad visual por el colorido de los trajes.